# Okage Cup
La Okage Cup (おかげ杯) è stata una competizione di Go giapponese riservata ai membri della Nihon Ki-in fino a 7 dan e fino a 30 anni.
La competizione è iniziata nel 2010 ed è terminata nel 2020, ed era sponsorizzata dalla Hamada Sogyo.

## Albo d'oro
| Edizione | Anno | Vincitore        | Secondo classificato |
| -------- | ---- | ---------------- | -------------------- |
| 1.       | 2010 | Cho Riyu         | Ohashi Hirofumi      |
| 2.       | 2011 | Anzai Nobuaki    | Shida Tatsuya        |
| 3.       | 2012 | Anzai Nobuaki    | Seto Taiki           |
| 4.       | 2013 | Ichiriki Ryo     | Anzai Nobuaki        |
| 5.       | 2014 | Ichiriki Ryo     | Seto Taiki           |
| 6.       | 2015 | Yo Seiki         | Ichiriki Ryo         |
| 7.       | 2016 | Ichiriki Ryo     | Anzai Nobuaki        |
| 8.       | 2017 | Murakawa Daisuke | Lee Ishu             |
| 9.       | 2018 | Kyo Kagen        | Yo Seiki             |
| 10.      | 2019 | Shibano Toramaru | Adachi Toshimasa     |
| 11.      | 2020 | Ichiriki Ryo     | Ida Atsushi          |